# Archabil
Firiuza este o stațiune balneară în Turkmenistan. Are cca 3 mii de locuitori și este situată la 35 km vest de capitala țării, orașul Așgabat, la poalele munților Kopetdag. La Firiuza se află reședința montană a președintelui turkmen.